# ハネムーン (テレビドラマ)
『ハネムーン』は、日本テレビ系列の『火曜サスペンス劇場』内で放映された2時間ドラマ。1986年6月10日放送。
「六月の花嫁シリーズ」の第2作。

## キャスト
- 香坂みゆき
- 前田吟
- 神山繁
- 島村佳江
- 小島三児
- 岸部シロー
- 江原真二郎
- 藤田美保子
- 青木和代

## スタッフ
- 脚本：村尾昭
- 演出：鷹森立一
- 主題歌：岩崎宏美「25時の愛の歌」